# Línea 165 de TMВ
La línea 165 fue una línea regular de autobús urbano de la ciudad de Barcelona gestionada por la empresa TMB. Hacía su recorrido entre la Pl. España y El Prat de Llobregat, con una frecuencia en hora punta de 10-16min. La pecurialidad de esta línea es que unía directamente la zona de la plaza España en Barcelona con el municipio de El Prat de Llobregat sin hacer paradas intermedias entre estas dos zonas.
Está línea fue reemplazada por la X2 en su totalidad el 1 de octubre de 2024.

## Horarios
| 165        | Primer servicio A: El Prat | Primer servicio A: Barcelona-Pl. España | Último servicio A: El Prat | Último servicio A: Barcelona- Pl. España |
| Laborables | 06:00                      | 06:00                                   | 22:30                      | 22:30                                    |
| Sábados    | No circula                 | No circula                              | No circula                 | No circula                               |
| Festivos   | No circula                 | No circula                              | No circula                 | No circula                               |

## Recorrido
- De Barcelona a El Prat por: Avenida del Paralelo, Plaza de España, Gran Vía de las Cortes Catalanas, Polígono Industrial Estruch, Av. Nuestra Señora de Montserrat, Lérida, Río llobregat, Av. Once de Septiembre, Canudas.

- De El Prat a Barcelona por: Selva, Av. Once de Septiembre, Río Llobregat, Lérida, Av. Nuestra Señora de Montserrat, Polígono Industrial Estruch, Gran Vía de las Cortes Catalanas, Plaza de España, Avenida del Paralelo.

## Otros datos
| Prestación                   | Disponibilidad en la línea |
| ---------------------------- | -------------------------- |
| Adaptada a                   | Sí                         |
| TMB iBus (tiempo de espera ) | Sí                         |
| Pantallas informativas*      | Sí                         |
| Línea de tránsito rápido     | No                         |
| Circula en días festivos     | No (Sábados y festivos)    |

*Las pantallas informativas dan a conocer al usuario dentro del autobús de la próxima parada y enlaces con otros medios de transporte, destino de la línea, alteraciones del servicio, etc.